# 飄
《飄》是一部出版于1936年的美国小说，作者為瑪格麗特·米契爾，在1937年獲得普利茲獎。《飄》是瑪格麗特·米契爾在世时出版的唯一一部作品，它不但成為美国史上最为畅销的小说之一，由這部小說所改編的電影《乱世佳人》也成為影史上不朽的經典。

## 书名
此书名取自欧内斯特·道森的诗《希娜拉——我已不是希娜拉主宰下的我》第三段第一句 : 「希娜拉！我忘了多少风流云散的事情，」（原文：I have forgot much, Cynara! gone with the wind, ）。书名也同样在小说中出现：在第24章，当思嘉为躲避北方军对亚特兰大的轰击，逃回她家族的农场，塔拉。有一个瞬间，她想到：「塔拉现在依然无恙吗？还是也已随着那横扫过佐治亚州的一阵狂风飘去了呢？」（Was Tara still standing? Or was Tara also gone with the wind which had swept through Georgia?）

## 故事劇情
以下人物译名以傅东华译“郝思嘉”版为准。
19世紀，美國南北戰爭即將爆發的前夕，南方塔拉莊園的千金小姐郝思嘉（Scarlett O'Hara）正與兩名愛慕者乘涼談笑，並從其口中得知衛希禮（Ashley Wilkes）和韓媚蘭（Melanie Hamilton）訂婚一事。個性嬌縱任性的思嘉一直暗戀著斯文又風度翩翩的衛希禮，並深信希禮也是愛她的，因此當思嘉得知希禮將跟韓媚蘭訂婚時大受打擊，但打擊之餘，倔強的思嘉卻認為自己不可能輸給外貌平平、打扮舉止樸素的媚蘭，並相信希禮是由於不知道自己愛著他才與媚蘭訂婚，因此暗中計畫在隔日希禮在十二橡樹燒烤會中宣布訂婚前，趕緊向希禮表白。
燒烤宴會當天，思嘉刻意勾引了許多男孩企圖讓希禮吃醋，同時，她遇見了一名從外地而來的神秘男子白瑞德（Rhett Butler）。思嘉從旁人口中聽說了這名白瑞德的壞名聲，並沒有把其放在眼裡。
當思嘉逮到機會和希禮獨處，思嘉立即向希禮表達愛意，但希禮卻表示媚蘭和他的性格較為相近，因此更為適合他，並拒絕了思嘉。思嘉惱羞成怒之際，生氣的責罵希禮不該哄騙、誤導她，使她相信他是愛她的，並打了希禮一個耳光。希禮離去後，憤怒的思嘉發現白瑞德躲在沙發椅後，並聽見了兩人的對話。又羞又怒的思嘉表示白瑞德「不是個上等人。」白瑞德則也語帶嘲弄的回答思嘉「亦非個上等女人。」
表白受挫的思嘉由於賭氣，草草接受了媚蘭弟弟韓查理的求婚，並負氣嫁給了查理，為的是挽回表白遭拒的面子，佯裝並沒有把希禮之事放在眼裡。但沒想到婚後沒多久，入伍參加南北戰爭的查理便在軍中死去，思嘉在數個月內由單身女子變為寡婦。媚蘭一家為安慰喪夫的思嘉，邀思嘉到亞特蘭大的家中同住。在那兒，思嘉再次遇上了由於跑封鎖線運貨物而名聲由黑轉白的白瑞德，在一場賽珍會上，喪服在身的思嘉被瑞德邀請跳舞，舞會中，瑞德表示自己對思嘉的渴望，但思嘉斷然拒絕了他。
媚蘭將思嘉當作親姊妹看待，對於思嘉對希禮的愛及對自己的憤恨渾然不知。戰爭期間，倆人同住在一屋簷下生活。媚蘭卻於北軍攻陷亞特蘭大之際早產，思嘉在瑞德的幫助下，帶著媚蘭逃回了塔拉莊園，但塔拉已被洗劫一空，且母親已死去多時，父親也因此精神失常。
一肩扛起全家重擔的思嘉努力種植棉花，甚至槍殺了一名進入偷竊的北方軍人。當戰爭結束後，希禮終於返鄉。在戰爭摧殘及飢貧交迫下，思嘉再度表示自己對希禮的愛意，希禮也承認自己受思嘉吸引，但無法離開媚蘭。當思嘉得知自己必須替塔拉籌一筆鉅額的稅金，她扯下窗帘布做了套新衣裳，並鼓起勇氣去找被北軍羈押的白瑞德，並企圖欺瞞他自己過去的苦日子，並施美人計騙取瑞德的錢，但卻被瑞德識破，且被瑞德告知他的錢已被北軍扣押。回程途中，思嘉巧遇了妹妹的愛人甘富蘭，並發現其由於從商成功而致富，並將其誘拐作與自己結婚，付清了塔拉的稅金。
嫁給富蘭後的思嘉以能幹精明的頭腦經營了富蘭的一座鋸木廠，事業蒸蒸日上，但卻在一日駕馬車經過樹林時遭黑人襲擊。富蘭、希禮同3K黨一群人前往替思嘉報復，富蘭意外中槍身亡。
富蘭死後，思嘉再度成為寡婦，瑞德卻前來拜訪，並向思嘉求婚。思嘉在瑞德的百般遊說下答應了他的求婚。婚後，瑞德對思嘉百般寵愛，並允諾讓思嘉體驗婚姻的快樂。思嘉在物質上獲得了快樂，但心底卻依舊不忘希禮，使瑞德感到痛心。不久，思嘉替瑞德產下一女，取名白美藍，瑞德將心思轉移至愛女身上，對其呵護備至、百般嬌寵。
一日思嘉與希禮在鋸木廠，談及了戰爭前的年少回憶，感到不勝唏噓，倆人懷念之餘相互擁抱，卻被希禮的姊姊英蒂撞見。當晚瑞德酒醉後發狂，對思嘉吐露真心話，並表達其悲痛與失望，話畢，便在喝醉之際將思嘉強抱上樓。隔日，思嘉醒來後瑞德卻提出離婚，並帶著女兒美藍離開。
媚蘭不相信流言，堅持保護思嘉。同時，思嘉發現自己再次懷孕，當瑞德帶著美藍返家，倆人爭執間思嘉不慎跌落階梯小產。瑞德無比自責，倆人的爭執逐漸冷卻，當思嘉逐漸恢復健康，美藍卻因練習騎馬跳柵欄而不慎落馬身亡，瑞德與思嘉兩人彼此責怪，婚姻瀕臨絕裂。
此時媚蘭傳出難產消息，思嘉速速趕往媚蘭住處。媚蘭在臨死前，將希禮託付給思嘉照顧，並告訴思嘉瑞德相當愛她，要思嘉善待瑞德。思嘉這才意識到自己早就與媚蘭情同姊妹，且自己一直愛的人不是希禮，而是瑞德，但自己多年來卻都渾然不覺。返回家中的思嘉發現瑞德準備離開，急忙的想要挽留，但瑞德卻表示自己已心灰意冷不再愛思嘉，美藍的死也已奪去了他留下的意義，之後便揚長而去。思嘉一人站在那兒看著瑞德離去，心中心亂如麻，只知自己不能失去瑞德。忽然間，思嘉心中竄起一絲堅強，對心亂如麻的自己說道：「塔拉！我的家。我要回家，我一定要想辦法把他拉回來，無論如何，明天又是新的一天。」

## 人物
| 角色                                                             | 简介 | 备注                 |
| ---------------------------------------------------------------- | --- | -------------------- |
| 思嘉丽·欧哈拉 (Scarlett O'Hara)                                  | 本书女主角。美丽坚强，果敢自私的美国南方少女。相貌迷人且具有魅力，是家鄉著名的美人，追求者無數，卻始終執意爱着卫希礼，最后发现自己爱的其实是白瑞德，但卻已为时已晚。                                           | 又译：斯佳丽，郝思嘉 |
| 瑞德·巴特勒 (Rhett Butler)                                       | 深爱着思嘉丽，曾公然宣称自己是不结婚的男人，但爱上了思嘉丽并成为她的第三任丈夫。个性潇洒，特立独行，机警聪明，風流倜儻。最后因被伤透了心而毅然决然地离开思嘉丽。                                               | 又译：白瑞德         |
| 阿什利·威尔克斯 (Ashley Wilkes)                                  | 風度翩翩的斯文紳士，其斯文的形象與思想時常令南方人所不解。思嘉丽为之倾心，他坦承受到思嘉丽吸引，但卻认为表親媚兰才是最适合自己的人。在大战结束后，仍无法忘却过去老南方的美好日子。                             | 又译：卫希礼         |
| 梅兰妮·汉密尔顿·威尔克斯 (Melanie Hamilton Wilkes)               | 希礼之妻。温柔，坚强，善良，體型瘦小且相貌平凡，但因其忠誠及善良的性格，使她獲得許多人的友誼。思嘉丽的大姑子和朋友，希礼感情的竞争者（梅兰妮并不知情）。从头到尾都把思嘉当成亲姐妹，最后因身体孱弱，难产去世。 | 又译：韩媚兰         |
| 杰拉尔德·欧哈拉 (Gerald O'Hara)                                  | 思嘉丽的父亲，爱尔兰人；塔拉庄园的主人，个性粗野狂放，最后坠马身亡。 | 又译：郝嘉乐         |
| 艾伦·欧哈拉 (Ellen O'Hara)                                       | 思嘉丽的母亲。温婉高尚，是塔拉庄园的重要支柱。最后染病身亡。 | 又译：郝爱兰         |
| 苏伦·欧哈拉 (Suellen O'Hara)                                     | 思嘉丽的妹妹。 | 又译：郝苏伦         |
| 凯伦·欧哈拉 (Carreen O'Hara)                                     | 思嘉丽的妹妹。 | 又译：郝恺琳         |
| 妈咪 (Mammy)                                                     | 思嘉丽的保姆，和年长女伴；欧哈拉家的忠心的黑人女奴。 | 又译：黑嬷嬷         |
| 查尔斯·汉密尔顿 (Charles Hamilton)                               | 梅兰妮的弟弟，思嘉丽的第一任丈夫，性格温和羞怯，但有保卫南方的雄心。然而入伍不久即因病身亡。原为希礼妹妹哈尼的男朋友，且已确定要结婚。在电影版中，查尔斯是阿舍利妹妹茵迪亚蒂男朋友。                           | 又译：韩查理         |
| 弗兰克·肯尼迪 (Frank Kennedy)                                    | 思嘉丽的第二任丈夫，原为思嘉丽妹妹苏伦的男朋友，但一时被思嘉诱惑而胡里胡涂地结了婚，最后为了替被黑人欺侮的思嘉出一口气而被杀身亡。                                                                             | 又译：甘福隆，甘弗朗 |
| 贝蒂·汉密尔顿 (Pitty Hamilton)                                   | 又被称作贝蒂帕特姑妈，梅兰妮与查尔斯的姑妈，在战时思嘉丽住在她家里，动不动就昏倒，个性胆小。 | 又译：韩白蝶         |
| 贝尔·沃特林 (Belle Watling)                                      | 高级妓女；富有，但被其它妇女唾弃；瑞德的朋友。 | 又译：华贝儿         |
| 威尔·本特恩 (Will Benteen)                                       | 一位贫苦的，只有一条腿的南方联盟士兵。在小说第三部流落到塔拉时身染肺炎，爱上了凯伦，但与苏伦结婚。 | 又译：班威尔         |
| 韦德·汉普顿·汉密尔顿 (Wade Hampton Hamilton)                     | 思嘉丽与查尔斯的儿子。 | 又译：韩韦德         |
| 埃拉·洛丽娜·肯尼迪 (Ella Lorena Kennedy)                         | 思嘉丽与弗兰克的女儿。 | 又译：甘爱雅         |
| 尤金妮·维多利亚·“邦尼”·巴特勒 (Eugenie Victoria "Bonnie" Butler) | 思嘉丽与巴特勒的女儿。深受寵愛，最后像外祖父一般坠马身亡 | 又译：白美蓝         |

## 重要地点
塔拉 —— 歐哈拉一家的家和種植園，郝思嘉為保住它而抗爭。
十二橡树 —— 威凯斯家的种植园；第一部中阿舍利的生日野餐聚会在此举行。
桃樹街 —— 亞特蘭大的一條主要街道；貝蒂派特姑媽居於此處；書中大部分情節在此發生；故事後半段郝思嘉和瑞德在此擁有一所大房子。

## 小说中的种族歧视和历史事实
小说中的人物对黑人有明显的种族歧视，即使按照1860年的观点也是如此。仅举两例：
- “黑人是多么愚蠢啊！他们从来不会去想任何事情，除非你去命令他们。”思嘉丽从陷落的亚特兰大回到塔拉后曾这样想。

- “他们竟然敢笑，这些黑猩猩！她真想把他们全都抓起来，用鞭子狠狠地抽，直到他们皮开肉绽鲜血淋漓。北方佬要给他们自由真是见鬼了！”思嘉丽在战后看到自由黑人时这样想。

書中重複著對美國蓄奴南方仙境般的描寫。奴隸制在這裡是一種相當仁慈的體制，鮮有體罰或責駡奴隸的事發生。奴隸們得到很好的照顧，他們也都對現實很滿足。書中稱戰後的重建時期充斥著不負責任的黑人襲擊白人婦女，在立法機關之中舞弊的事件。但從現存的歷史證據來看事實卻恰恰相反。

## 政治
批評家和歷史學家認為本書帶有強烈的美國南方聯邦政治信仰，且對美國蓄奴南方的文化進行了不切實際的美化。書中對1864年亞特蘭大陷落和戰爭創傷的生動描寫（部分在1939年的電影中被刪去），表明作者對該段歷史進行了相當的研究。但是，其研究的材料基本上僅限於美國南方作家和歷史學家的作品。米切爾對戰爭和創傷的透徹描述使本書於1937年5月3日獲得普利策獎。
書中的有一部分與早期的三K黨有關：戰後，郝思嘉遭到新解放黑人的襲擊，她的男性朋友們在夜間對黑人棚戶區進行了報復性襲擊。這次襲擊被以充滿同情的筆調寫成是必要且正義的，而試圖逮捕襲擊者的執法官被描繪成殘暴的北方佔領者。儘管在此事件的描寫中並未提到三K党，但郝思嘉後來得知阿舍利·威凱斯和其他所有參與這次攻擊的人都是三K党成員。米切爾應該是從她的歷史研究中瞭解到：在18世紀70年代末期，很多地方反黑人團練都最終加入了三K黨。書中曾提到郝思嘉很厭惡三K黨，並認為男人都該老老實實地呆在家裡（儘管這基本上都是出於她自私的考慮，好讓受驚的她多受到點關愛，且不再給可惡的北方佬更多的理由來加強有害她生意的軍事管制）。書中提到瑞德對三K黨並不感興趣，但他說過如果真的需要他會很好的融入這個社會的。但小說中從未說明瑞特是否認為必須走到這一步。當地的親北方政府隨後在瑞德和阿舍利的壓力下倒臺。
書裡敘述的莊園主生活水準較高，所以對待奴隸亦較為平衡，視奴隸為家中一份子；《湯姆叔叔的小屋》裡則是低等農民管理黑奴，两者之間自然有其差異存在，不能以偏概全，認為《飄》當中所敘述皆為虛假。
當時，南方跟北方對彼此的文化及生活習慣偏見亦相當大。在思嘉嫁給甘弗朗以後，有次彼得大叔為思嘉及北佬婦女趕車，北佬婦女們對彼得大叔發出相當不客氣的評語，稱之為“黑猴子”或“老寶貝”等語，顯見北方人對黑奴本身也存在相當大的誤解。書中亦描述林肯解放黑奴後，無相關配套安置措施，導致許多社會問題，若找不到政府相關紀錄是可能的，因為通常執政者不願承認自己的短處。

## 人物原形
《飄》的很多部分與作者瑪格麗特·米切爾自己的生活有很多的相似點，這說明她的生活經歷為小說提供了一些原形。例如，米切爾對美國內戰時期的生活和困難的理解來自于年長親戚鄰居講述的戰時舊事。
儘管瑪格麗特·米切爾說《飄》中的人物沒有現實原形，現代研究者還是發現米切爾的生活圈子裡的一些人和他認識或聽說過的人與小說中的人物有著相似性。瑞特·巴特勒被認為是以米切爾的第一任丈夫瑞德·阿普朔為原型構建的。米切爾與其於1922年結婚，並在發現他是走私販後離婚。（另：喬治亞州愛得威爾（Adairsville）的Sir Godfrey Barnsley也被認為是瑞特的原形。在名為“林地”和隨後的巴斯裡園種植園待過後，米切爾可能得到了有關真壞人的靈感。）
美國總統西奥多·罗斯福的母親瑪莎·布勞茨·羅斯福可能至少是郝思嘉的部分原型。羅斯福的傳記作者戴衛德·麥酷洛夫發現：米切爾在做《亞特蘭大報》記者時曾採訪過87歲高齡的艾維林·金·威廉姆斯。艾維林是瑪莎的密友，在瑪莎結婚時是她的伴娘。在這次採訪中，瑪莎的美麗、優雅和睿智，被長篇累牘的描述。瑪莎與郝思嘉有著驚人的相似。

## 中譯版本
本部小說中譯名稱有《飄》，《亂世佳人》，傅東華於1940年使用《飄》，後為多數譯者所沿用。
- 《亂世佳人》，林朝烽譯，臺南文言出版社，1982年
- 《飄》，李堯譯，經濟日報出版社，2002年1月
- 《飄》，田德新譯，世圖出版公司，2004年8月
- 《亂世佳人》，陳琳秀編譯，臺北中和華文網出版，2005年
- 《飄》（上下），賈文浩、賈文淵、賈令儀譯，臺北商周出版2005年7月
- 《亂世佳人》，王曉穎編譯，北京中國對外翻譯出版，2006年
- 《亂世佳人》，廖小鴻譯，臺北中和漢宇國際文化出版，2006年8月
- 《飄》（上下），水木譯，萬卷出版公司，2008年12月
- 《飄》（上下）《亂世佳人》原著小說79週年典藏書盒版‧正式授權完整新譯本，龐元媛、林曉欽、黃鴻硯譯，臺北麥田出版，2015年7月

## 改編作品
- 《亂世佳人》(Gone with the wind)，電影劇本，薛尼霍華(Sidney Howard)編劇，1939年(劉瑞綿譯，臺北帝尹出版，2002年)
- 《亂世佳人》（Gone with the Wind），1939年12月15日首映的美國電影。分別由克拉克·蓋博（Clark Gable）和費雯·麗（Vivien Leigh）演繹男女主角。
- 《飄》，四幕劇，柯靈(高紀琳)改編，重慶美學出版，1944年

## 續集作品
- 《斯佳麗：亂世佳人續集》(Scarlett)，(美)亞歷山德拉.里普利(Alexardra Ripley)著，Waner Books,Inc,1991(中譯本，尚逸文譯，上海譯文出版社，1991年)